# رومین پادوانی
رومین پادوانی (انگلیسی: Romain Padovani؛ زادهٔ ۱۵ اکتبر ۱۹۸۹) بازیکن فوتبال اهل فرانسه است.
از باشگاه‌هایی که در آن بازی کرده‌است می‌توان به آ.اس موناکو و باشگاه فوتبال پورتسموث اشاره کرد.